# Dark Tide
Dark Tide è un film del 2012 diretto da John Stockwell.

## Trama
Sudafrica. Nella zona più ricca al mondo di squali di tutti i tipi, Kate è forse la più esperta nell'immergersi e nuotare senza protezioni in mezzo a questi pericolosissimi carnivori. In una immersione il suo mentore Themba resta ucciso, e Kate abbandona questa professione piena di rimorsi.
In seguito organizza escursioni turistiche al largo con la sua barca, per avvistare pinguini, foche, otarie e perfino balene, ma fa fatica a tirare avanti.
Ad un anno dalla tragedia, la sua vecchia fiamma Jeff le propone un affare irrinunciabile. Accompagnare per 100000 € un ricco turista con suo figlio in un'immersione tra gli squali, senza gabbia. Kate accetta ma le cose non andranno come previsto.
Il facoltoso cliente, spaccone e indisciplinato, si rivelerà essere un malato terminale alla ricerca di forti emozioni e intenzionato ad imbastire un rapporto col figlio, trascurato e incompreso.
Gli squali più grandi risulteranno raggiungibili solo sul fare della sera e in condizioni di mare molto mosso, al punto che la barca, già in difficoltà, si rovescerà proprio nel corso dell'immersione. Al buio, nell'acqua gelata, con feriti e tra gli squali, Kate sarà in grado di mettere in salvo i passeggeri?

## Distribuzione
Il film non è uscito nelle sale cinematografiche e curiosamente è stato trasmesso prima in Italia, nel marzo 2012 dalla televisione pubblica, che non negli Stati Uniti.